# Daijō Daijin
El daijō daijin (太政大臣?) o Canciller del reino fue el jefe del Daijō-kan o Departamento de Estado en Japón durante la era Heian y brevemente bajo la Constitución Meiji. La posición, junto con el resto de la estructura del Daijō-kan, fue creado inicialmente por el código Taihō en 702.
El canciller presidía sobre el Gran Consejo de estado, y controlaba a los funcionarios del estado, en particular con el sadaijin (ministro de la izquierda) y el udaijin (ministro de la derecha), así como a cuatro grandes consejeros y tres consejeros menores. Dichos ministerios controlaban otros elementos del gobierno.
El clan Fujiwara, que tenía poder de la regencia, obtuvo gran influencia y el título de daijō daijin fue minimizado. En el siglo X, los cancilleres no tenían voz a menos que ellos fuesen también regentes o estuvieran apoyados por los Fujiwara. A pesar de que la posición continuó existiendo hasta 1885, a comienzos del siglo XII, el cargo carecía de poderes, y a veces estaba vacante, como los regentes, que en ocasiones eran el ministro de la izquierda o derecha. Fue brevemente reinstaurado con la Constitución Meiji con la asignación de Sanjō Sanetomi en 1871 antes de ser abolido por completo en 1885.

## Lista de daijō daijin
1. Ōtomo no Miko (671)
2. Takechi no Miko (690 - 696)
3. Osakabe no Miko (703 - 705)
4. Fujiwara no Nakamaro (760 - 764)
5. Dōkyō (765 - 766)
6. Fujiwara no Yoshifusa (857 - 872)
7. Fujiwara no Mototsune (880 - 891)
8. Fujiwara no Tadahira (936 - 949)
9. Fujiwara no Saneyori (967 - 970)
10. Fujiwara no Koretada (971 - 972)
11. Fujiwara no Kanemichi (974 - 977)
12. Fujiwara no Yoritada (978 - 989)
13. Fujiwara no Kaneie (989 - 990)
14. Fujiwara no Tanemitsu (991 - 992)
15. Fujiwara no Michinaga (1017 - 1018)
16. Fujiwara no Kinsue (1021 - 1029)
17. Fujiwara no Yorimichi (1061 - 1062)
18. Fujiwara no Norimichi (1070 - 1071)
19. Fujiwara no Nobunaga (1080 - 1088)
20. Fujiwara no Morozane (1088 - 1089)
21. Fujiwara no Tadazane (1112 - 1113)
22. Minamoto no Masazane (1122 - 1124)
23. Fujiwara no Tadamichi (1128 - 1129, 1149 - 1150)
24. Sanjō Saneyuki (1150 - 1157)
25. Fujiwara no Munesuke (1157 - 1160)
26. Fujiwara no Koremichi (1160 - 1165)
27. Taira no Kiyomori (1167)
28. Fujiwara no Tadamichi (1168 - 1170)
29. Fujiwara no Motofusa (1170 - 1171)
30. Fujiwara no Moronaga (1177 - 1179)
31. Fujiwara no Kanezane (1189 - 1190)
32. Fujiwara no Kanefusa (1191 - 1196)
33. Fujiwara no Yorizane (1199 - 1204, 1208 - 1209)
34. Kujō Yoshitsune (1204 - 1205)
35. Sanjō Kinfusa (1218 - 1221)
36. Konoe Iezane (1221 - 1222)
37. Saionji Kintsune (1222 - 1223)
38. Saionji Saneuji (1246)
39. Koga Michiteru (1246 - 1248)
40. Takatsukasa Kanehira (1252 - 1253, 1276 - 1277)
41. Saionji Sanekane (1291 - 1292)
42. Tōin Kinkata (1348 - 1350)
43. Nijō Yoshimoto (1381 - 1387)
44. Ashikaga Yoshimitsu (1394 - 1395)
45. Ichijō Kaneyoshi (1446 - 1450)
46. Ichijō Fuyuyoshi (1493 - 1497)
47. Konoe Taneie (1537 - 1542)
48. Konoe Sakihisa (1582)
49. Toyotomi Hideyoshi (1586 - 1598)
50. Tokugawa Ieyasu (1616)
51. Tokugawa Hidetada (1626 - 1632)
52. Konoe Motohiro (1709)
53. Konoe Iehiro (1710 - 1711)
54. Konoe Iehisa (1733)
55. Ichijō Kaneka (1746 - 1751)
56. Konoe Uchisaki (1768 - 1770, 1771 - 1778)
57. Kujō Naozane (1780 - 1781)
58. Tokugawa Ienari (1827 - 1841)
59. Takatsukasa Masamichi (1842 - 1848)
60. Sanjō Sanetomi (1871 - 1885)

- Datos: Q1157586